# Zurow
Zurow település Németországban, Mecklenburg-Elő-Pomeránia tartományban. Lakosainak száma 1280 fő (2023. december 31.).

## Népesség
A település népességének változása:
| Lakosok száma | 1321 | 1345 | 1290 | 1275 | 1280 |
|               | 2017 | 2019 | 2021 | 2022 | 2023 |